# زیست‌سنجی

زیست‌سنجی، یا بیومتریک (به انگلیسی: Biometrics) به نوع خاصی از روش‌های امنیتی گفته می‌شود که در آن برای کنترل دسترسی و برقراری امنیت از ویژگی‌های قابل اندازه‌گیری بدن انسان یا هر موجود زندهٔ دیگر استفاده می‌شود. همانگونه که از واژه بیومتریک بر می‌آید در این روش با استفاده از الگوریتم‌های ریاضی از اندام‌ها برداشت‌های ثابت و یکتایی می‌شود که می‌توان از آن به عنوان یک گذرواژه یکسان و تقلیدناپذیر و گاه تغییرناپذیر استفاده کرد. به هر خصوصیت زیستی یا فیزیکی که با رایانه قابل اندازه‌گیری و بازشناسی خودکار باشد زیست‌سنجه گفته می‌شود.
اگرچه در ظاهر جستاری نو است اما بشر مدت زیادی‌است که از آن بهره می‌برد و مثال زندهٔ آن عکس‌هایی‌است که در کارت‌های مختلف از آن استفاده می‌شود. در واقع در تمامی آن کارت‌ها کنترل‌کننده با دیدن عکس و مقایسهٔ آن با چهرهٔ واقعی فرد از اصول اولیه زیست‌سنجی پیروی می‌کند. مثال دیگر استفاده از اثر انگشت است که قدمتی بس طولانی در اذهان عمومی بشر دارد.
شرایط اصلی برای تبدیل یک خاصیت قابل اندازه‌گیری بدن به یک خاصیت مناسب جهت استفاده به عنوان یک متود شناسایی:
یک عضو بدن برای مطرح‌شدن به عنوان یک وسیلهٔ سنجش، باید شرایط خاصی داشته‌باشد؛ مثلاً شرط ثبوت؛ رنگ مو یا وزن به دلیل متغیر بودن یک خاصیت بیومتریک مناسب نیستند، در ضمن خواص انتخاب شده می‌بایست بتوانند نشان‌دهنده یک انسان خاص باشند و به سهولت قابل دسترسی باشند یعنی برای بررسی آن نیاز به زحمت زیادی نباشد.
به‌طور کلی ویژگی‌های بیومتریک به دو دسته تقسیم می‌شوند:
1. خصوصیات وابسته به فیزیک انسان، این دسته از ویژگی‌ها به مجموعه‌ای از خصوصیات همراه انسان اعم از اثرانگشت، عنبیه چشم، چهره، DNA و غیره اشاره دارد، این ویژگی‌ها عمدتاً از بدو تولد انسان و گهگاه قبل از تولد انسان شروع به شکل‌گیری نموده و تا آخر عمر در بدن انسان ثابت و غیرقابل تغییر (گهگاه با تغییرات اندک) می‌مانند.
2. خصوصیات رفتاری انسان‌ها، این ویژگی‌ها در حقیقت خصوصیات ناشی از رفتارهای انسان‌هاست نظیر راه رفتن؛ که گاهی با نگاه کردن آن از پشت سر می‌توان تشخیص داد که وی کدام یک از دوستان است، نحوه فشردن دکمه‌ها (مثلاً موبایل) و غیره که می‌تواند بیانگر مشخصات یک انسان خاص باشد.

## انواع روش‌های تعیین هویت زیست‌سنجی موجود
- تعیین هویت از طریق اثر انگشت
- تعیین هویت از طریق بررسی دقیق کف دست
- تعیین هویت از طریق رگ‌های کف دست
- تعیین هویت از طریق کنترل شبکیه چشم
- تعیین هویت از طریق کنترل رگ‌های چشم
- تعیین هویت از طریق صورت
- تعیین هویت از طریق امضا
- تعیین هویت از طریق شناسایی صدا
- تعیین هویت از طریق عنبیه چشم
- تعیین هویت از طریق راه رفتن
- تعیین هویت از طریق چهره

## ارزیابی ویژگی‌های بیومتریک انسان
معمولاً ویژگی‌های انسان‌ها با ۹ پارامتر مورد ارزیابی قرار می‌گیرد که عبارتند از:

۱- عمومیت، هر شخص دارای آن ویژگی باشد.

۲- یکتایی، چه تعداد نمونه متفاوت را می‌توان تفکیک کرد.

۳- دوام، معیاری برای آنکه سنجش شود یک ویژگی چه مدت عمر می‌کند.

۴- قابلیت ارزیابی، سهولت استفاده برای ارزیابی نمونه‌های متفاوت.

۵- کارایی، دقت، سرعت و پایداری روش مورد استفاده.

۶- مقبولیت، میزان پذیرش تکنولوژی.

۷- جایگزین، سهولت در استفاده از جایگزین

۸- تصدیق هویت، در تصدیق هویت مشخصه یک فرد به پایگاه اطلاعات ارسال می‌شود و هدف بررسی آن به منظور تصدیق هویت آن فرد می‌باشد که پاسخ سیستم الزاماً مثبت یا منفی است.

۹- تشخیص هویت، در سیستم‌های تشخیص هویت مشخصه بیومتریک فرد به سیستم ارائه می‌شود و سیستم با جستجوی پایگاه اطلاعات مشخصات فرد را در صورت موجود بودن استخراج می‌کند.

## مزایای استفاده از روش‌های امنیتی زیست‌سنجشی
با این روش تقریباً می‌توان مطمئن بود که شخص همان است که باید به منابع دسترسی داشته باشد. برای نمونه
اثر انگشت همواره یکتا و یکسان است، مشکلاتی مانند فراموش کردن گذرواژه (رمز عبور) یا گم کردن آن در این روش وجود ندارد.
سرعت این روش بسیار بالا است و نیازی به آموزش ندارد، امکان سرقت آلاتی که در آن از روش امنیتی زیست‌سنجشی استفاده شده نیز بسیار کم و در پاره‌ای از موارد صفر است.

## معرفی علم بیومتریک
این مقاله به معرفی سیستم‌های تشخیص هویت که مهم‌ترین و دقیق‌ترین آن‌ها بیومتریک است خواهد پرداخت. پس از تعریف بیومتریک به تعریف معماری سیستم‌های بیومتریک می‌پردازیم و درمی‌یابیم که هر سیستم بیومتریک با چه معماری‌ای کار می‌کند. 
در این مقاله همچنین در مورد چند تکنولوژی بیومتریک هم توضیح داده می‌شود؛ مانند اثر انگشت، عنبیه چشم، نحوه راه رفتن، چهره و … اما به دلیل اینکه سیستم اثر انگشت از اهمیت بیشتری نسبت به دیگر سیستم‌ها برخوردار است بیشتر به تجزیه و تحلیل این سیستم خواهیم پرداخت و ابتدا به معرفی خطوط و نقاط مشخصه انگشت که در اصطلاح به آن‌ها ریزه‌کاری گفته می‌شود می‌پردازیم و سپس روش‌های پردازش این نقاط برای رسیدن به الگویی برای شناسایی هویت را بیان خواهیم نمود. 
پس از آن سنسورهای مختلف که همگی همراه با شکل برای فهم بیشتر مطرح شده‌اند مورد بحث قرار خواهند گرفت و سپس این سنسورها با هم مقایسه می‌شوند و مزیت هر یک بیان می‌شود. سپس به معرفی سایر سیستم‌ها خواهیم پرداخت و در انتها به معرفی مفهوم ترکیبات بیومتریک و روش‌های متنوع آن خواهیم پرداخت. استفاده از روش ترکیب بیومتریک کارایی، امنیت، دقت سیستم را افزایش می‌دهد.
علم بیومتریک اشاره دارد به تکنولوژیی برای اندازه‌گیری و آنالیز مشخصات بدن افراد جهت تشخیص هویت شخص.
همه سیستم‌های بیومتریک دارای معماری ویژه‌ای برای پردازش نمونه مورد بررسی و احراز هویت می‌باشند. روش‌های مختلفی برای تشخیص هویت در بیومتریک وجود دارد که هر یک با توجه به دقت و کارایی مورد استفاده قرار می‌گیرند. اثر انگشت به دلیل اینکه برای هر فرد منحصربه‌فرد است و با گذشت زمان هیچ گونه تغییری نمی‌کند، در میان سیستم‌های بیومتریک بیشتر مورد استفاده قرار می‌گیرد. البته سیستم‌های دیگر مانند: عنبیه چشم، شبکیه چشم و نمودار حرارتی چهره هم از فردی به فرد دیگر متفاوت هستند. برای افزایش کارایی و امنیت و دقت سیستم می‌توانیم از ترکیبات بیومتریک استفاده کنیم.

## مقدمه
از دیر باز انسان برای بقا، نیاز به تشخیص دوست از دشمن داشته است و تشخیص هویت برای وی امری حیاتی بوده و هست، لذا امروزه سعی در مکانیزه‌سازی سیستم‌های شناسایی یا تشخیص هویت شده است. «این پیشرفت‌ها دلیل بر نیاز جامعه و جهان است».[۱] نیازی که پیشرفت در آن باعث کاهش تخلفات، افزایش امنیت، تسریع در امور روزمره و … شده است.
در گذشته جهت شناسایی جرم و جنایتکار، از روال شناسایی اثر انگشت و چهره‌نگاری استفاده می‌شده، اما اکنون سیستم‌های مکانیزه‌ای ایجاد شده است.

## سیستم‌های تشخیص هویت
توکن معمولاً چیزی است که شما به همراه خود دارید و می‌توان گفت سند هویت شماست، مانند: کارت‌های هوشمند، کارت‌های مغناطیسی، کلید، پاسپورت، شناسنامه و … این اشیاء دارای نواقصی هستند همچون: گم شدن، عدم همراه بودن شخص، فرسوده شدن و جعل شدن.
دومین نوع سیستم‌های شناسایی دانش نام دارد، یعنی چیزی که شما بخاطر می‌سپارید مانند: پسورد و پین کد. البته این سری نیز دارای نواقصی هستند مانند: فراموش کردن و لو رفتن.
دسته سوم سیستم‌های مبتنی بر بیومتریک است. این سیستم‌ها از خصیصه‌های فیزیولوژیکی و رفتاری انسان جهت شناسایی استفاده می‌کنند. از معایب این روش در سیستم‌های اثر انگشت، اثرانگشت‌های ساخته شده با موادی مانند خاک رس، ژلاتین، سیلیکون و لاستیک، اثرانگشت جعلی نامیده می‌شود.

## بیومتریک چیست؟
- اندازه‌گیری و تحلیل آماری داده‌های بیولوژیکی
- بیومتریک اشاره دارد به تکنولوژیی برای اندازه‌گیری و آنالیز مشخصات بدن افراد جهت تشخیص هویت شخص
- شناسایی اتوماتیک یک شخص با استفاده از ویژگی‌های اختصاصی (مشخصات فیزیولوژیکی یا رفتاری) (تعریف در کنسرسیوم بیومتریک)

دو اصطلاح مهم در بیومتریک:
- تطابق یک به یک، عمل تطابق الگوهای کاربر با داده‌های ذخیره شده.
- تطابق یک به چند، یافتن یک الگو از میان الگوهای ذخیره شده جهت شناسایی کاربر.

## طبقه‌بندی متدهای بیومتریک
عموماً در سیستم‌های بیومتریک از دو نوع ویژگی مختلف افراد جهت شناسایی استفاده می‌شود که در ذیل به آن‌ها اشاره می‌کنیم.
- (پارامترهای فیزیولوژیکی)

اساس شناسایی در این کلاس، اندازه‌گیری و آنالیز مشخصه‌های ثابت یک شخص می‌باشد.
- (پارامترهای رفتاری)

شناسایی الگوهای رفتاری مشخص یک فرد
پارامترهای فیزیولوژیکی:
- (اثر انگشت)
- (شناسایی از روی شبکیه چشم)
- (شناسایی از طرق عنبیه چشم)
- (شناسایی از روی هندسه دست)

پارامترهای رفتاری:
- (شناسایی از طریق امضاء)
- (شناسایی از طریق صدا)
- (شناسایی از روی شدت ضربه شخص بر روی کیبورد)

در این مقاله ما سعی بر معرفی این سیستم‌ها داریم.

## معماری سیستم‌های بیومتریک
تمامی سیستم‌های بیومتریک دارای یک معماری کلی یکسان در ساخت هستند که به آن‌ها اشاره می‌کنیم.
- درخواست داده‌ها
- پردازش سیگنال
- تطبیق
- تصمیم‌گیری
- فضای ذخیره‌سازی
- محیط انتقال داده‌ها

زیر سیستم درخواست داده
در این زیر سیستم داده‌های خام، که از یک فرد، توسط یک سنسور ویژه اسکن شده است، وارد سیستم می‌شود.
فرایندی که در این زیر سیستم انجام می‌شود:
- دریافت داده‌ها توسط سنسور
- تبدیل داده‌های (سیگنالها) دریافتی از سنسورها به فرم مناسبی (A/D) جهت ارسال به زیر سیستم پردازش سیگنال

زیرسیستم پردازش سیگنال
عملیات این زیر سیستم به شرح ذیل می‌باشد:
1. دریافت داده‌های خام از زیر سیستم جمع‌آوری داده
2. استخراج خصیصه
3. عملیات فیلترینگ جهت حذف نویز
4. اصلاح داده‌ها
5. تبدیل داده‌های دریافتی به فرم لازم (تولید الگو) برای زیر

سیستم تطبیق.
از داده‌های دریافت شده در این زیر سیستم، پس از پردازش، یک الگو از برخی ویژگی‌های موجود تولید و ذخیره می‌شود. در واقع این الگوی تولید شده مورد مقایسه و شناسایی قرار می‌گیرد.
ماهیت این الگو که از روی یک شابلون از پیش تعریف شده تولید می‌شود (یک استاندارد ثابت)، ماتریسی از صفر و یک می‌باشد. در واقع این شابلون قسمت‌های مورد اندازه‌گیری از یک نمونه را برمی‌گرداند.

### زیرسیستم تطبیق
خروجی این زیر سیستم از مقایسه دو الگو بدست می‌آید.
فرایند این زیر سیستم شامل:
دریافت داده‌های پردازش شده (الگو) از زیر سیستم قبل و دریافت الگوهای ذخیره شده
مقایسه الگوی تولید شده در زیر سیستم قبل، با الگوهای موجود

### زیر سیستم تصمیم‌گیری
این زیر سیستم پس از اجرای زیر سیستم قبل فراخوانی می‌شود که وظیفه آن تصمیم‌گیری بر روی تطابق انجام شده متناسب با درخواست است.
در این مرحله یک حد یا آستانه در نظر گرفته شده است. اگر امتیاز بیشتر یا برابر این آستانه باشد، کاربر تأیید می‌شود در غیر اینصورت کاربر پذیرفته نمی‌شود.

### زیر سیستم فضای ذخیره‌سازی
شامل الگوهایی است که در هنگام ثبت نام از کاربران بدست آمده است.
ممکن است برای هر کاربر یک یا چند الگو ذخیره شده باشد.

### زیر سیستممحیط انتقال
وظیفه این بخش انتقال داده‌ها، بین اجزاء یک سیستم بیومتریک است.

## پارامترهای مهم در سیستم‌های بیومتریک
در همه سیستم‌های بیومتریک پارامترهایی موجودند که ویژگی‌ها و قابلیت‌های سیستم شما را معرفی می‌کنند.
1. نرخ پذیرش اشتباه

این پارامتر تعیین‌کننده امکان‌پذیرش کاربر جعلی از کاربر اصلی می‌باشد. این پارامتر باید تا جای ممکن کوچک باشد.
1. نرخ عدم پذیرش اشتباه

این مقیاس نمایانگر اینست که تا چه اندازه شخص اصلی اشتباهاً پذیرش نمی‌شود (حساسیت بسیار بالا). این پارامتر نیز باید تا حد مورد نیاز کم باشد.
1. نرخ خطای مساوی:

کاهش نرخ پذیرش اشتباه باعث افزایش غیر تعمدی نرخ عدم پذیرش اشتباه می‌شود. نقطه‌ای که میزان نرخ عدم پذیرش اشتباه
با نرخ پذیرش اشتباه برابر می‌شود نقطه نرخ خطای مساوی است. هرچه میزان این پارامتر کمتر باشد نمایانگر اینست که سیستم دارای یک حساسیت بهتر و توازن خوبی است.
1. نرخ ثبت نام نادرست

احتمال خطایی که در هنگام نمونه بردای جهت ثبت در پایگاه داده، در خصوص تشخیص صحیح ممکن است رخ هد.

## تکنولوژی‌های بیومتریک
- اثر انگشت
- هندسه دست
- اندازه‌گیری شبکیه چشم
- اندازه‌گیری عنبیه
- تشخیص چهره
- تشخیص امضاء
- تشخیص صدا
- آزمایش دی‌ان‌ای
- تشخیص از روی سیاهرگ دست
- نمودار حرارتی چهره
- شدت ضربه بر روی صفحه کلید
- شکل گوش
- بوی بدن

## شناسایی از طریق اثر انگشت
به دلیل اهمیت این سیستم، بیشتر به تجزیه و تحلیل آن خواهیم پرداخت. یکی از قدیمی‌ترین روش‌های تشخیص هویت، روش شناسایی از طریق اثر انگشت می‌باشد. نوک انگشت دارای یکسری خطوط است که از یک طرف انگشت به طرف دیگر ادامه دارد. این خطوط دارای یکسری نقاط مشخصه می‌باشند که به آن‌ها ریزه کاری گویند.
این ریزه کاری‌ها شامل کمانها، مارپیچها، حلقه‌ها، انتهای لبه‌ها، انشعابها، نقطه‌ها (شیارهای نزدیک به لبه‌ها)، جزایر (دو انشعاب نزدیک به هم)، تقاطع (نقطه تلاقی دو یا چند لبه)، منفذها می‌باشند. در واقع ما در این سری از سیستم‌ها الگوهای تولید شده از این ریزه کاری‌ها را مورد مقایسه قرار می‌دهیم.
در تشخیص اثر انگشت دو روش عمده وجود دارد:
1. در روش اول یک شابلون از محل قرارگیری ریزه کاری‌های: "انتهای لبه‌ها، انشعاب‌ها، کمان‌ها، مارپیچ‌ها و حلقه‌ها تهیه می‌شود و الگوها بر این اساس تولید می‌شوند. در حالت دیگر مابقی ریزه کاری‌های ذکر شده نیز الگو برداری می‌شوند."با مقایسه نوع، راستا (جهت) و ارتباط (موقعیت) ریزه کاری‌ها عمل شناسایی انجام می‌شود. "
2. در روش دوم از مقایسه نواحی در برگیرنده همه ریزه کاری‌های ذکر شده و نیز علامت‌های مجزای دیگر و داده‌های حاصل از مقایسه مجموعه لبه‌ها در این نواحی، استفاده می‌شود.

عموماً سایز الگو در روش دوم دو الی سه برابر بزرگتر از روش اول می‌باشد. در روش اول تقریباً امکان ندارد که بتوان تصویر اثر انگشت را از الگوی مبنا بدست آورد به دلیل اینکه از تعدادی از ریزه کاری‌ها الگوبرداری مشود و مابقی ترتیب اثر داده نمی‌شوند، ولی از روش دوم می‌توان به اثر انگشت نیز رسید.

## مراحل پردازش تصویر در شناسایی بر اساس اثر انگشت
حالت اول شمای یک اثر انگشت پردازش نشده را نمایش می‌دهد. در مرحله دوم جهت خطوط اثر انگشت توسط متدهای خاصی تولید می‌شود تا از آن بتوان در شناخت جهت هر ریزه کاری استفاده کرد.
در حالت سوم نویزهای موجود در تصویر اول را حذف کرده سپس مرز بین لبه‌ها و شیارها مشخص می‌شود.
در مرحله چهارم میزان رنگ تصویر حاصله را کاهش می‌دهند تا نویزهای کوچک باقی‌مانده نیز حذف شوند و نیز حجم تصویر نیز کاهش یابد. در مرحله پنجم ریزه کاری‌ها علامت‌گذاری می‌شوند و در مرحله آخر نیز این ریزه کاری‌ها به یکدیگر متصل می‌گردند که ماتریس حاصل از شکل بدست آمده از این نواحی و ماتریس حصل از جهتها در شکل دوم و نیز ماتریس شامل نوع ریزه کاری‌های در نظر گرفته شده، الگوی ما را تولید می‌کند. مراحل در شکل زیر به نمایش گذاشته شده‌اند:
سنسورهای مورد استفاده در روش شناسایی با استفاده از اثر انگشت:
۱-سنسور نوری
در این تکنولوژی کاربر انگشت خود را بر روی یک سطح پلاستیکی یا شیشه‌ای تمییز قرار می‌دهد، سپس یک اسکنر) CCD (شروع به اسکن کردن و تصویر برداری از انگشت می‌کند.
این اسکنرها دارای تعدادی گیرنده نوری هستند که به صورت سطری در کنار یکدیگر قرار گرفته‌اند، که نوسانات و تغییرات شدت نور دریافتی را اندازه‌گیری می‌کنند.
با تابش یک دسته شعاع نوری با شدت ثابت به انگشت، بازتاب این شعاع نوری توسط این دوربین‌های CCD اندازه‌گیری می‌شود.
این آرایه‌های CCD تصویری با رزولوشن ۷۲–۶۰۰dpi را نمایش می‌دهند؛ که البته قابلیت تصویر برداری تا ۱۰۰۰dpi را دارا می‌باشند.
تصویر اثر انگشت تولیدی به صورت یکسری لبه‌های تاریک و شیارهای روشن نشان داده می‌شود که در ابتدا نامفهومند و با عملیات پردازش تصویر، تصویر واضحی از اثر انگشت تولید می‌شود
۲-سنسور خازنی
عملیات این سری از سنسورها به صورت جوشن خازنی است (یک ماتریس از خازن‌های کنار هم).
با تماس انگشت بر سطح سنسور، بین لبه‌های اثر انگشت و سنسور، یک ظرفیت خازنی مطابق با شکل ایجاد می‌شود که با اندازه‌گیری این سطوح خازنی و پردازش این سیگنال‌ها، یک تصویر دیجیتالی به صورت ترکیبی از رنگ‌های مشکی، سفید و خاکستری (روشن و تیره) ۸بیتی بدست می‌آید.
شکل زیر بیانگر این موضوع است.
همان‌طور که در شکل مشاهده می‌کنید، انگشت باعث برقراری ارتباط بین دو الکترود می‌شود که این امر باعث به وجود آمدن فضای خازنی در بین این دو الکترود شده است. تغییرات فاصله‌ای که بین لبه‌ها و شیارهای انگشت وجود دارد، باعث پیدایش یک سیگنال ولتاژی در فضای خازنی می‌شود که در شکل دوم نشان داده شده است.
با توجه به اینکه فاصله بین پیک لبه و شیار از یک نقطه به یک نقطه دیگر تغییر می‌کند، داده خام برگردانده شده توسط سنسور به یک تصویر درهم که دارای یکسری سایه‌های خاکستری است، تبدیل می‌شود؛ که از یک الگوریتم دیگر جهت تکمیل و تصحیح این تصویر استفاده می‌شود
رزولوشن این تصویر توسط اندازه و تقسیم‌بندی سلول‌های سنسور تعیین می‌گردد. به عنوان مثال برای یک رزولوشن ۵۰۰dpi به یک سنسور با اندازه سلول ۵۰۰ میکرون نیاز است.
عموماً این سری سنسورها رزولوشن ۲۵۰–۵۰۰dpi را تولید می‌کنند. دقت این سنسورها تا اندازه‌ای پایین است و نیاز به بازسازی تصویر بیشتری دارند.
۳-سنسور آلتراسوند
این سنسورها از یکسری فرستنده- گیرنده‌های صوتی استفاده می‌کنند. آن‌ها امواج آلتراسوند را به شئ ساطع می‌کنند، سپس به حالت گیرنده رفته و امواج بازگشتی را ذخیره می‌کنند. (مطابق شکل)
این امواج توسط تکنیک‌های ویژه تصور صوتی پردازش می‌شوند.
نحوه الگو برداری از یک سطح کثیف توسط سنسورهای آلتراسوند
فرکانس ارسالی و دریافتی این سنسورها قابل تنظیم است. این ویژگی باعث می‌شود که فرکانس‌های ناهمگن دریافتی را حذف کند.
فرکانس‌های این سنسورها را می‌توان طوری تنظیم نمود که از سلول‌های بیجان عبور کنند که این یک مزیت بزرگ سنسورهای آلتراسوند است.
مزایای سیستم‌های اندازه‌گیری اثر انگشت:
1. هر شخص دارای اثر انگشت منحصربه‌فردی است.
2. اثر انگشت در برابر گذشت زمان مقاوم است.
3. این تکنولوژی به بلوغ خود رسیده است.
4. استفاده از آن بسیار راحت است.
5. دارای نرخ خطای مساوی پایینی می‌باشد.
6. ارزان است.
7. عامه پسند است.

## شناسایی از طریق چهره
فرم هندسی یک چهره نیز از پارامترهای مورد اندازه‌گیری در سیستم‌های بیومتریک است ولی نمی‌توان گفت که جزء خصیصه‌های منحصربه‌فرد افراد است لذا این سیستم‌ها در جاهایی که تعداد کاربران کم است و نیز زمان‌های الگوبرداری درازمدت نیست، این سیستم‌ها مناسبند. از دیگر کاربردهای این سیستم‌ها، استفاده در سیستم‌های مالتی بیومتریک جهت افزایش دقت است.
تصویر چهره یک کاربر می‌تواند توسط یک دوربین سیاه و سفید با استاندارد که یک رزولوشن ۲۴۰*۳۲۰ و اقلاً ۳ تا ۴ فریم را تولید کند، گرفته می‌شود.
دو روند اصلی برای تشخیص چهره انجام می‌شود
- روند کلی یا کل چهره
- خصوصیات پایه‌ای چهره

بر شناسایی و تشخیص نقاط ثابت و معین در چهره که با مرور زمان کمترین حساسیت و تغییری را از خود نشان می‌دهند شامل: قسمت‌هایی از چشم، اطراف بینی و دهان و بخش‌هایی که استخوان گونه را احاطه کرده‌اند تکیه دارد.
یا روند کلی یا کل چهره
در این روش یک تصویر کامل و یکجا از چهره، بدون لوکالیزه کردن نقاط ویژه مورد پردازش قرار می‌گیرد.
این متد از تکنولوژی‌های زیر جهت پردازش چهره بهره می‌گیرد:
- تحلیل آماری
- شبکه‌های عصبی

در کل سیستم‌های این چنینی دارای دقت بالایی نیستند به دلیل اینکه چهرها کاملاً منحصربه‌فرد نیستند و گاه اتفاق می‌افتد که دو نفر (مخصوصا دوقلوها) از نظر چهره با هم مشابهند؛ لذا از این‌گونه سیستم‌ها فقط در مکان‌هایی استفاده می‌شوند که امنیت تا حد بسیار زیاد مورد نظر نباشد.

## شناسایی از روی عنبیه چشم
عنبیه قسمت رنگی چشم است که ترکیبی است از نوعی ماهیچه به شکل دایره با یکسری خطوط شعاعی، لایه‌ای یا توری مانند که در پیش از تولد انسان شکل گرفته است و تا زمان مرگ تقریباً هیچ تغییری نمی‌کند. این ماهیچه شامل یکسری کارکترها مانند:
خطوط، حلقه‌ها، حفره‌ها، شیارها، تارها، لکه‌ها و… است که قابل تفکیک می‌باشند.
می‌توان گفت که عنبیه چشم همه افراد با یکدیگر متفاوت است.
تصویر عنبیه معمولاً توسط یک دوربین تک رنگ مادون قرمز (۷۰۰–۹۰۰nm) که مجهز به سنسور CCD است گرفته می‌شود. معمولاً فاصله دوربین تا چشم باید چیزی در حدود ۱۸ اینچ باشد. (تابش نور به عنبیه سپس اندازه‌گیری بازگشت آن)
فرایند پردازش بدین شکل است که ابتدا مکان و اندازه مردمک در تصویر مشخص شده و سپس با به دست آوردن مکان و اندازه عنبیه، کلیه تصویر عنبیه که در میان این دو دایره قرار دارد به شکل مستطیلی با ابعاد معین تبدیل می‌شود، این تکنیک باعث می‌شود تا با کوچک یا بزرگ شدن مردمک تصویر مستطیل شکل تقریباً ثابت بماند تا در انجام فرایندهای بعدی مشکلی نباشد.
تصویر موجود در مستطیلی با ابعاد معین دارای مشخصه‌های قابل تبدیل به کدهای باینری است، در این تبدیل‌ها روش‌های مختلفی وجود دارد که هر یک مزایا و معایب خودرا دارند.
پس از بدست آوردن الگوی باینری، با استفاده از بدست آوردن فاصله همینگ بین الگوی موجود با الگوی بدست آمده می‌توان نتیجه تطبیق را بدست آورد.
در روش‌های دیگری مانند نمونه یابی در مکان‌های مشخص با برداشت چند نمونه از قسمتی از تصویر عنبیه که مشخصات قابل توجهی دارد، در زمان تشخیص با استفاده از نمونه‌های ذخیره شده و مکان‌یابی نمونه‌ها، عنبیه افراد قابل تشخیص است.
این سیستم دارای قابلیت خوبی در تشخیص افراد است بدین دلیل که عنبیه هم منحصربه‌فرد است و هم در برابر گذشت زمان مقاوم، ولی متأسفانه حجم الگوها در این روش بسیار بالا است، این تکنولوژی بسیار گران است، کاربر پسند نیست و به دلیل اینکه در حین نمونه برداری لازم است که چشم کاملاً بی حرکت باشد لذا الگو برداری ممکن است دقیق نباشد.

## شناسایی از روی شبکیه چشم
شبکیه چشم در منتهی‌الیه کره چشم قرار دارد که شامل یکسری رگ‌های خونی است که این مویرگ‌ها داری اشکال مختلفی هستند، این خصیصه در افراد منحصربه‌فرد است.
با قرارگیری چشم کاربر در یک مکان مشخص، یک دسته نور ماوراء قرمز یا نور سبز با طول موج کوتاه به شبکیه چشم تابیده می‌شود و بازتاب آن توسط یک دوربین CCD اندازه‌گیری می‌شود.
این روش تقریباً مشابه شناسایی از طریق عنبیه می‌باشد.

## شناسایی از روی نمودار حرارتی چهره
نمودار حرارتی چهره نیز یکی دیگر از پارامترهایی است که در تمامی افراد حتی دوقلوها نیز متفاوت است.
نمودار ترموگرام در برابر گذشت زمان [تا مدت محدودی]، آرایش و اصلاح کردن مقاوم است، حتی جراحی پلاستیک نیز باعث بروز آسیب به نمودار ترموگرام نمی‌شود.
جهت تصویر برداری از چهره از یک دوربین مادون قرمز با طول موج ۳ الی ۵ میکرون یا ۸ الی ۱۲ میکرون بدین صورت که تا عمق ۴ سانتی‌متر زیر پوست را حس کند استفاده می‌شود.

## شناسایی از روی نحوه راه رفتن
معمولاً این روش در جاهایی که ارتباط مستقیم با افراد میسر نیست کاربرد دارد خصوصاً در فرودگاه‌ها و معابر امنیتی. (این سیستم شناسایی تقریباً یک سیستم شناسایی مخفی است)
در این روش یک تصویر از شخص در هنگام راه رفتن بدست می‌آید که معرف نمودار جابجایی و زمان برای وی است. در هنگام راه رفتن افراد حرکت پاها و سر افراد با یکدیگر متفاوت است (البته حرکت دستان نیز در برخی موارد کاربرد دارد) که الگوی بدست آمده از این قسمت‌ها می‌باشد.

## شناسایی از روی هندسه دست
دراین سیستم دست در یک مکان مشخص مطابق شکل قرار می‌گیرد. سپس با استفاده از یک دوربین دیجیتال CCD با کیفیت مطلوب ۳۲۰۰۰ پیکسل تصویر دست از دو نمای فوقانی و کناری گرفته می‌شود؛ که یک تصویر ۳بعدی از دست تولید می‌کند.
از تصویر بدست آمده حدوداً ۱۷ قسمت دست اندازه‌گیری می‌شود، من‌جمله:
انگشتان (طول، پهنا، ضخامت، انحنا) و پارامترهای هندسی دیگر که در شکل آمده است.
معمولاً حجم داه بدست آمده ۹بایت است.

## ترکیبات بیومتریک
با ترکیبات بیومتریک می‌توان کارایی، امنیت و دقت سیستم را تا حد قابل ملاحظه‌ای افزایش داد، که در ذیل به تعدادی از روش‌های ممکن اشاره خواهیم کرد:

### ترکیب سنسور
در این مدل ما برای یک متد از بیومتریک، از چندین سنسور استفاده می‌کنیم. به عنوان مثال در اثر انگشت از سنسورهای نوری، خازنی، آلتراسوند یا سنسورهای دیگر استفاده کنیم.
این کار باعث افزایش دقت در امر نمونه برداری خواهد شد.

### ترکیب واحد نمونه برداری
در این روش ما از چند واحد نمونه برداری می‌کنیم.
بعنوان مثال در روش اثر انگشت از دو انگشت اشاره و انگشت وسط ویا انگشتان دیگر نیز عمل نمونه برداری را انجام می‌دهیم ویا از انگشت دست چپ و راست نمونه برداری می‌کنیم.

### ترکیب نمونه برداری
در این روش چندین بار از مشخصه مورد نظر نمونه برداری می‌کنیم و ممکن است دو یا چند الگو از یک کاربر داشته باشیم. به عنوان مثال از انگشت کاربر دو بار نمونه برداری می‌کنیم و در حافظه ذخیره می‌کنیم.

### ترکیب روش‌های بیومتریک
در این روش ما از ترکیب دو یا چند روش بیومتریک استفاده می‌کنیم. به عنوان مثال:
اثر انگشت + هندسه چهره + هندسه دست